# Leuculodes
Leuculodes är ett släkte av fjärilar. Leuculodes ingår i familjen Doidae.
Kladogram enligt Catalogue of Life:
| Leuculodes | \| \| Leuculodes dianaria \| \| \| \| \| \| Leuculodes lacteolaria \| \| \| \| \| \| Leuculodes lephassa \| \| \| \| |
|            | \| \| Leuculodes dianaria \| \| \| \| \| \| Leuculodes lacteolaria \| \| \| \| \| \| Leuculodes lephassa \| \| \| \| |
|            | Doa |
|            | |
|            | Leuculodes dianaria                                                                                                  |
|            | |
|            | Leuculodes lacteolaria                                                                                               |
|            | |
|            | Leuculodes lephassa                                                                                                  |
|            | |

|  | Leuculodes dianaria    |
|  |                        |
|  | Leuculodes lacteolaria |
|  |                        |
|  | Leuculodes lephassa    |
|  |                        |